# Cryptandra minutifolia
Cryptandra minutifolia är en brakvedsväxtart. Cryptandra minutifolia ingår i släktet Cryptandra och familjen brakvedsväxter.

## Underarter
Arten delas in i följande underarter:
- C. m. brevistyla
- C. m. minutifolia